# Ахеј Сиракуски
Ахеј Сиракуски (стгрч. Ἀχαιός ὁ ΣυρακούσιοςἈχαιός ὁ Συρακούσιος; живео у 4. веку пре нове ере) био је старогрчки трагичар родом из Сиракузе, Велика Грчка. 
Енциклопедија Суда му приписује 10 драма, док Псеудо-Евдокија наводи 14. 
Можда је он „Ахај“ који је победио на атинском Ленејском фестивалу 356. пре нове ере.